# Clark Olofsson
Clark Oderth Olofsson (Trollhättan, Västra Götaland; 1 de febrero de 1947-Arvika, 24 de junio de 2025) fue un criminal sueco. Ha sido condenado por intento de asesinato, asalto, robo y tráfico de estupefacientes y ha pasado más de la mitad de su vida en prisión. A menudo bautizado como el primer "gángster famoso" de Suecia, Olofsson es especialmente conocido por haber estado presente en el robo de Norrmalmstorg, cuyos hechos dieron nombre al llamado "síndrome de Estocolmo".

## Biografía

### Primeros años
Olofsson nació el 1 de febrero de 1947 en Trollhättan, Suecia, en un hogar con graves problemas con el alcohol. Olofsson tenía dos hermanas menores. Su madre era cajera y su padre era obrero. Cuando Clark tenía 11 años, su padre abandonó a la familia y poco después, su madre enfermó y fue admitida en el hospital psiquiátrico Lillhagens en Hisings Backa.. Sus problemas llevaron a que los tres niños fueran colocados en hogares de acogida. Olofsson no estaba contento con su familia adoptiva y para salir de allí, falsificó la firma de su madre y se matriculó en una escuela de marineros. En el barco Ballade, Olofsson, de 14 años, navegó alrededor del mundo, llegando a estar en Japón y Sudamérica. Cuando tenía 15 años, desembarcó del barco y se mudó a casa de su madre, quien había recuperado el control de su vida y comenzó a trabajar en una tienda. Los niños fueron devueltos a su cuidado y se mudaron a un apartamento en Slätta Damm en Hisingen, Gotemburgo. Allí fue vecino del futuro periodista Janne Josefsson. Más tarde, la familia se mudó a Köldgatan en Biskopsgården.

### 1960–1980
Por varios delitos menores, Olofsson, de dieciséis años, fue internado en un centro para delincuentes juveniles en 1963. Olofsson y otros dos niños escaparon de la institución en agosto de 1965 y entraron en la finca del primer ministro sueco Tage Erlander en Harpsund, donde robaron uvas, pepinos y tomates del invernadero. Huyeron cuando el jardinero los descubrió. Tres meses después, Olofsson agredió a dos policías en Eskilstuna. El 4 de febrero de 1966 fue condenado a tres años de prisión; esta fue su tercera sentencia y su primera sentencia en una cárcel para adultos. A finales de 1966, hizo su primera fuga de la prisión de Tidaholm.
El 29 de julio de 1966, los agentes de policía Ragnar Sandahl y Lennart Mathiasson respondieron a un robo en una tienda de bicicletas en Skjutsaregatan, en Nyköping. Sandahl fue asesinado a tiros por Gunnar Norgren. El otro ladrón era Olofsson, quien se convirtió en un criminal conocido a nivel nacional. Norgren fue arrestado el 16 de agosto de ese año en un apartamento en Utåkersgatan 4 en Kålltorp, Gotemburgo y luego confesó el asesinato. El apartamento pertenecía al novio de la hermana de Olofsson. Norgren se rindió después de que la policía disparara varios tiros a través de la puerta del apartamento. Olofsson había escapado del apartamento antes de que entrara la policía y logró eludirlos durante dos semanas, pero finalmente fue arrestado el 25 de agosto en Grimmaredsskogen en Västra Frölunda. A través de escuchas telefónicas, la policía descubrió que Olofsson y su novia de 20 años se encontrarían en una colina en Grimmaredsskogen. Dos policías disfrazados de corredores de orientación, Bertil Brosved y Ulf Högenberg, intentaron arrestarlo, pero Olofsson sacó una pistola de su cintura y abrió fuego contra los agentes; uno de ellos, Högenberg, recibió un disparo en el hombro. Olofsson fue sentenciado primero a diez años de prisión, pero el Tribunal de Apelación cambió la sentencia a ocho años. Norgren fue condenado a 12 años, que era el castigo más severo que podía imponer un tribunal sueco en ese momento.
El 4 de febrero de 1969, Olofsson escapó de la prisión de Kumla y huyó a las Islas Canarias. Luego voló a Fráncfort del Meno, donde conoció a una chica con la que vivía cuando fue arrestado por la policía alemana después de que Olofsson ingresara a Alemania Occidental con un pasaporte falso. Lo escoltaron hasta el ferry en Travemünde, donde lo recibieron dos policías suecos. Luego lo llevaron a través de Malmö de regreso a la prisión de Kumla. Dos meses antes de ser liberado, escapó nuevamente de la prisión de Lingatan, una institución abierta en Bohuslän. El 2 de febrero de 1973 fue arrestado en el comedor del Kurhotel en Ulricehamn. La policía había recibido un aviso de una camarera de piso que había visto un arma en su habitación de hotel. En el momento de su arresto, había estado prófugo durante siete meses y había robado un banco en Gotemburgo. En mayo de 1973, fue condenado a seis años de prisión y trasladado a la prisión de Kalmar.

#### Norrmalmstorg
A finales de 1973, Olofsson fue encarcelado en la prisión de Norrköping cuando el ladrón de bancos Jan-Erik Olsson tomó varios rehenes en el Kreditbanken en Norrmalmstorg, en Estocolmo. Durante el rescate, una de las peticiones que hizo Olsson a la policía fue que Olofsson fuera llevado al banco. Olofsson pasó los siguientes seis días con los rehenes, quienes desarrollaron un vínculo afectivo con los secuestradores. Esta reacción psicológica fue posteriormente bautizada como "síndrome de Estocolmo". Olofsson fue condenado pero luego fue absuelto por el Tribunal de Apelación de Svea. Según él mismo, había actuado para proteger a los rehenes y tenía el consentimiento de la policía. Fue llevado de nuevo a prisión para cumplir el resto de su sentencia anterior. Buscó el indulto del gobierno, pero la solicitud fue rechazada junto con su solicitud de estudiar derecho.

#### Fugitivo, nuevas condenas y matrimonio
Olofsson escapó de la prisión de Norrköping el 20 de marzo de 1975. En abril de ese año, entró en un banco en Copenhague con un arma en cada mano, disparó un tiro de advertencia y robó del banco 194.000 coronas suecas. Un mes después de la fuga, Olofsson estaba en Marsella, en la Riviera francesa. Junto con un compañero compró el velero Saga por 50.000 francos, y durante tres meses navegaron por el Mediterráneo. En agosto, atravesaron el Estrecho de Gibraltar y se adentraron en el Atlántico pasando las Azores. Con la ayuda de Inger y Mikael von Heijne de Djursholm, Olofsson fue desde el Caribe hasta Irlanda y desde allí llegaron a Dinamarca, donde la policía danesa los encontró. Olofsson escapó y no fue hasta enero de 1976 que la policía lo alcanzó y logró localizarlo en un cruce a las afueras de Bruselas. Se las arregló para liberarse en medio de un tiroteo; en un tren en Alemania durante esta fuga, conoció a Marijke Demuynck, de 19 años. El 24 de marzo de 1976, Olofsson robó el Handelsbanken en Gotemburgo, llevándose 930.000 coronas suecas, en ese momento el robo más grande en la historia de Suecia. Al mismo tiempo, tomó como rehenes a dos personas. Fue arrestado a las 22:30, nueve horas después del robo, en el hotel Gyllene Kärven en Herrljunga. Solo se recuperaron 230.000 coronas en el momento del arresto; el resto nunca fue encontrado. Por el robo en Gotemburgo fue condenado a ocho años de prisión, pero tres semanas después del veredicto, en julio de 1976, huyó de nuevo, esta vez conduciendo un camión Scania a través de tres puertas de la prisión de Norrköping. Junto con varios compañeros de prisión, huyeron a un automóvil de escape que los esperaba, preparado específicamente para la fuga. El 31 de julio de 1976 fue arrestado en Halmstad. El 12 de agosto de 1976, Olofsson y Marijke Demuynck se casaron en la prisión de Kumla.
En 1979, Olofsson (como preso) comenzó estudios de periodismo en la Universidad de Estocolmo. Hizo una pasantía en el diario Arbetaren. Durante una licencia en la víspera de San Juan de 1980, Olofsson se peleó con el pescador Leif Sundin en Möja. La sentencia fue de dos años y medio por agresión. Sus estudios fueron interrumpidos por el veredicto, pero finalmente se graduó en periodismo en 1983. Olofsson fue puesto en libertad en 1983; luego dejó Suecia con su esposa belga y se instaló en su país de origen. En noviembre de 1984, fue arrestado en la ciudad portuaria de Blankenberge en Bélgica, sospechoso de haber intentado introducir de contrabando 25 kilogramos de anfetamina en Suecia con la llamada Televerksligan. Fue condenado a diez años de prisión por ser cómplice en un delito grave de drogas agravado.

### 1990–2010
El 10 de octubre de 1991, Olofsson fue puesto en libertad, cambió su nombre legal por el de Daniel Demuynck y se mudó a la campiña belga, a 80 kilómetros de Bruselas. En julio de 1996, Olofsson fue arrestado fuera de un banco en Oslo cuando la policía pensó que estaba preparando un robo. Fue liberado después de 24 horas. En una tormentosa noche de noviembre, fue rescatado por un helicóptero de rescate marítimo frente a la costa de Halland después de que su bote de madera se estrellara contra las rocas. Unas semanas más tarde, fue detenido por conducir ebrio en Estocolmo. El 15 de abril de 1998 fue detenido en Tenerife como jefe del narcotráfico, tras varios meses de búsqueda internacional a través de la Interpol. Fue extraditado a Dinamarca y luego de un juicio de alto perfil en Frederikssund, fue sentenciado en 1999 a 14 años de prisión por el contrabando de 49 kilos de anfetamina a Dinamarca. Fue entonces el castigo más severo por delitos relacionados con las drogas en la historia legal danesa. Mientras estuvo en Dinamarca, estuvo recluido en la sala de aislamiento de la prisión Vestre en Copenhague. Fue puesto en libertad condicional el 9 de mayo de 2005.

#### Nueva condena por narcotráfico y deportación a Bélgica
En la noche del 19 de julio de 2008, Olofsson y otras tres personas fueron arrestadas junto al campamento de Apelviken en Varberg. La policía lo tuvo bajo vigilancia durante ocho meses y se sospechaba que era el jefe de una gran operación de drogas en el país. Al mismo tiempo, la policía tomó medidas contra un transporte de drogas en Årsta partihallar, en Estocolmo. Un total de seis personas fueron arrestadas en Estocolmo y en Varberg, bajo sospecha de delitos graves de tráfico de drogas. Olofsson fue acusado a finales de 2008 de intentar introducir de contrabando 100 kilos de anfetamina y 76 kilos de cannabis desde los Países Bajos. La policía de Östergötland había rastreado a los narcotraficantes a través de cámaras de seguridad y escuchas telefónicas desde 2007. El juicio comenzó el 2 de junio de 2009 y el 31 de julio de 2009 fue condenado a 14 años de prisión por el Tribunal de Distrito de Linköping, por delito de drogas con agravantes y tentativa de delito de drogas con agravantes. Fue sentenciado a nueve años de prisión por tráfico de drogas y fue obligado a cumplir otros cinco años por continuar con su crimen luego de una condena anterior. Cuando recayó en el delito después de su liberación en 2005, el tribunal de distrito confiscó cinco años de su libertad condicional de siete años y, por lo tanto, la sentencia de Olofsson fue en la práctica de 14 años. El 7 de diciembre de 2009, el Tribunal de Apelación de Göta confirmó la pena de prisión.
Hasta el otoño de 2012, Olofsson estuvo encarcelado en la prisión de Saltvik en Härnösand antes de ser trasladado a la prisión de Kumla. El 5 de marzo de 2013, Olofsson presentó su solicitud de 24 páginas para un nuevo juicio ante la Corte Suprema. La solicitud fue rechazada en abril de 2013. Ya en 2010, Olofsson solicitó su extraditación a Bélgica, con la esperanza de una sentencia más corta. El traslado de la prisión de Kumla en Suecia se retrasó durante varios años y no se llevó a cabo hasta finales de 2016, entonces en contra de su voluntad, después de que los representantes suecos y belgas acordaran que estaría encarcelado durante al menos el mismo tiempo en la prisión de Vorst en Bélgica. En febrero de 2017, Olofsson cumplió 70 años y obtuvo la nueva ciudadanía sueca. En octubre de 2017, un tribunal belga rechazó su solicitud de un monitor de tobillo. Olofsson exigió la reubicación de regreso a Suecia. Bélgica accedió a la solicitud pero en noviembre de 2017 Suecia la rechazó.

#### Liberación
La decisión de liberar a Olofsson se produjo después de una negociación sobre la libertad condicional en Bélgica a fines de mayo de 2018. El 30 de julio de 2018, Olofsson aterrizó en el aeropuerto de Landvetter en las afueras de Gotemburgo, Suecia, como un hombre libre.

## Vida privada
El 7 de julio de 1967, Olofsson se comprometió con Madiorie Britmer en prisión. Se casó con Marijke de Bélgica en 1976; ocasionalmente vivían en una casa más grande en el campo belga. El matrimonio con Marijke terminó en 1999. Tiene seis hijos, de los cuales el menor está con su actual prometida; tres hijos mayores con su exesposa Marijke y dos hijas anteriores a su matrimonio.

## Publicaciones
- Olofsson, Clark (1986). Rättvisans lotteri (en sueco). Estocolmo: Prisma. ISBN 91-518-2030-7.
- Olofsson, Clark (2015). Vafan var det som hände? (en sueco). Estocolmo: Upp med händerna i samarbete med Ordupplaget. ISBN 9789185785957.